# Jerzy Kaczmarek (bokser)
Jerzy Kaczmarek (ur. 21 kwietnia 1961) – polski bokser, wicemistrz mistrzostw świata juniorów.
Zdobył srebrny medal w wadze półśredniej (do 67 kg) na pierwszych mistrzostwach świata juniorów w 1979 w Jokohamie przegrywając w finale z Miltonem McCrorym ze Stanów Zjednoczonych. Na mistrzostwach Europy juniorów w 1980 w Rimini odpadł w eliminacjach tej kategorii wagowej.
Wystąpił w wadze lekkośredniej (do 71 kg) na mistrzostwach Europy w 1981 w Tampere, gdzie po wygraniu jednej walki przegrał w ćwierćfinale z Miodragiem Perunoviciem z Jugosławii.
Był brązowym medalistą mistrzostw Polski w wadze półśredniej w 1981 i w wadze lekkośredniej w 1986. Był również młodzieżowym mistrzem Polski w wadze półśredniej w 1980.
W 1981 i 1983 dwukrotnie wystąpił w meczach reprezentacji Polski, obie walki przegrywając. Raz walczył w młodzieżowej reprezentacji Polski (odniósł zwycięstwo), a dwa razy w reprezentacji juniorów (zwycięstwo i porażka).
Zwyciężył w Spartakiadzie Gwardyjskiej (turniej juniorów) w wadze półśredniej w 1980. W 1983 zwyciężył w wadze lekkośredniej w turnieju „Złota Łódka”.